# Hexapla

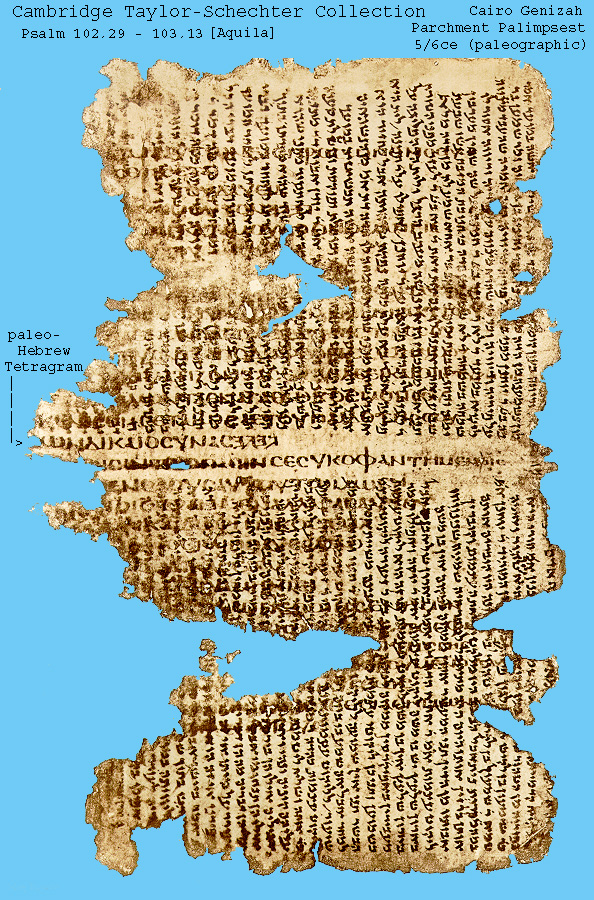
A Hexapla egy töredékes lapja. Az ókorban a hathasábos, tudósok számára készült művet Hexaplanak (= hatszoros könyv) nevezték.

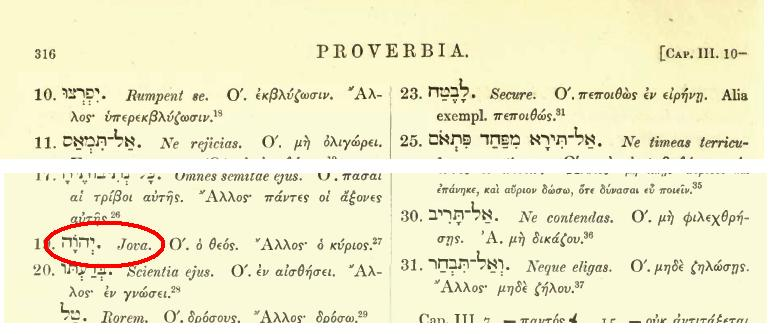
A Hexapla egy töredéke modern kiadásban.

A Hexapla Órigenésznek, az alexandriai katechetikai főiskola világhírű vezetőjének hathasábos Ószövetség-kiadása. A mű megírásához a Zsoltárok könyve egyik ősi kéziratát használta, melyet Jerikó közelében egy korsóban fedeztek fel.
Órigenész fiatal korában kezdett héberül tanulni; Az alexandriai keresztényüldözés során Palesztinába kényszerült áttelepülni, és ott bibliai szövegtannal kezdett foglalkozni. A 240-es évekre gyakorlatilag az Ó- és Újszövetség összes könyvét kommentálta. A bibliai szöveggel való munkamódszerét Sextus Julius Africanusnak (kb. 240) és Máté evangéliumához fűzött kommentárban írta le:
"az Ószövetség kéziratai közötti eltéréseken, Isten segítségével, más kiadások tanúságtételeit felhasználva tudtunk felülkerekedni. Ennek az az oka, hogy a Szeptuaginta ezen pontjait, amelyek a [más] kéziratokban talált eltérések miatt kétségekre adtak okot, e többi kiadás alapján értékeltük, és obelusszal jelöltük azokat a helyeket, amelyek hiányoztak a héber szövegből. [...] míg mások a csillag jelet tették oda, ahol nyilvánvaló volt, hogy a leckék nem találhatók meg a Szeptuagintában; mi a másikat tettük oda, összhangban a héber kiadások szövegével.